# Ossario di Brno
L'ossario di Brno  (in ceco Brněnská kostnice) si trova nel centro storico del comune di Brno, Distretto di Brno-město della Moravia Meridionale nella Repubblica Ceca. Riscoperto nel 2001 si trova in parte sotto la chiesa di San Giacomo Maggiore e per questo viene anche chiamato ossario vicino a San Giacomo (in ceco Kostnice u sv. Jakuba). Fondato nel XVII secolo poi ampliato nel XVIII secolo viene stimato come il secondo ossario più grande d'Europa dopo le catacombe di Parigi. 

## Storia

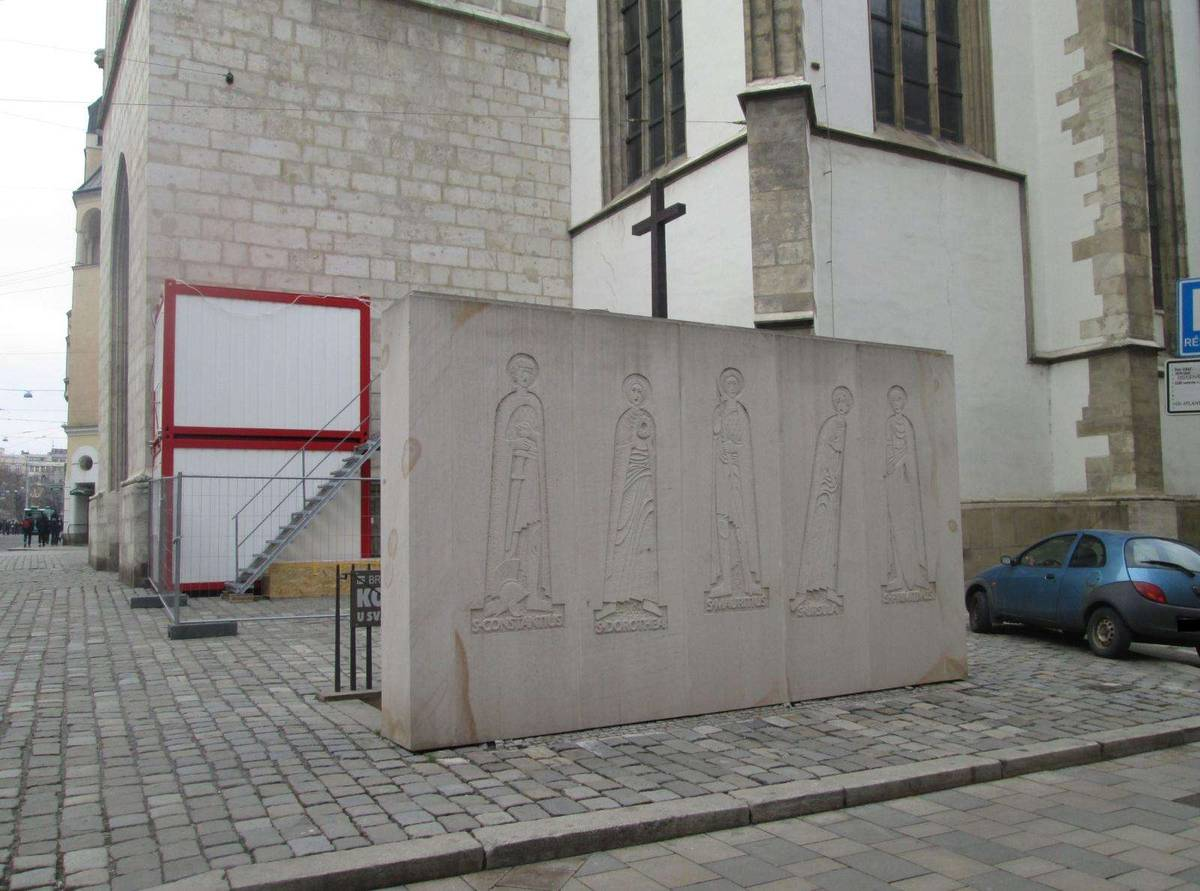
Accesso all'ossario di Brno dalla piazza, accanto alla chiesa di San Giacomo

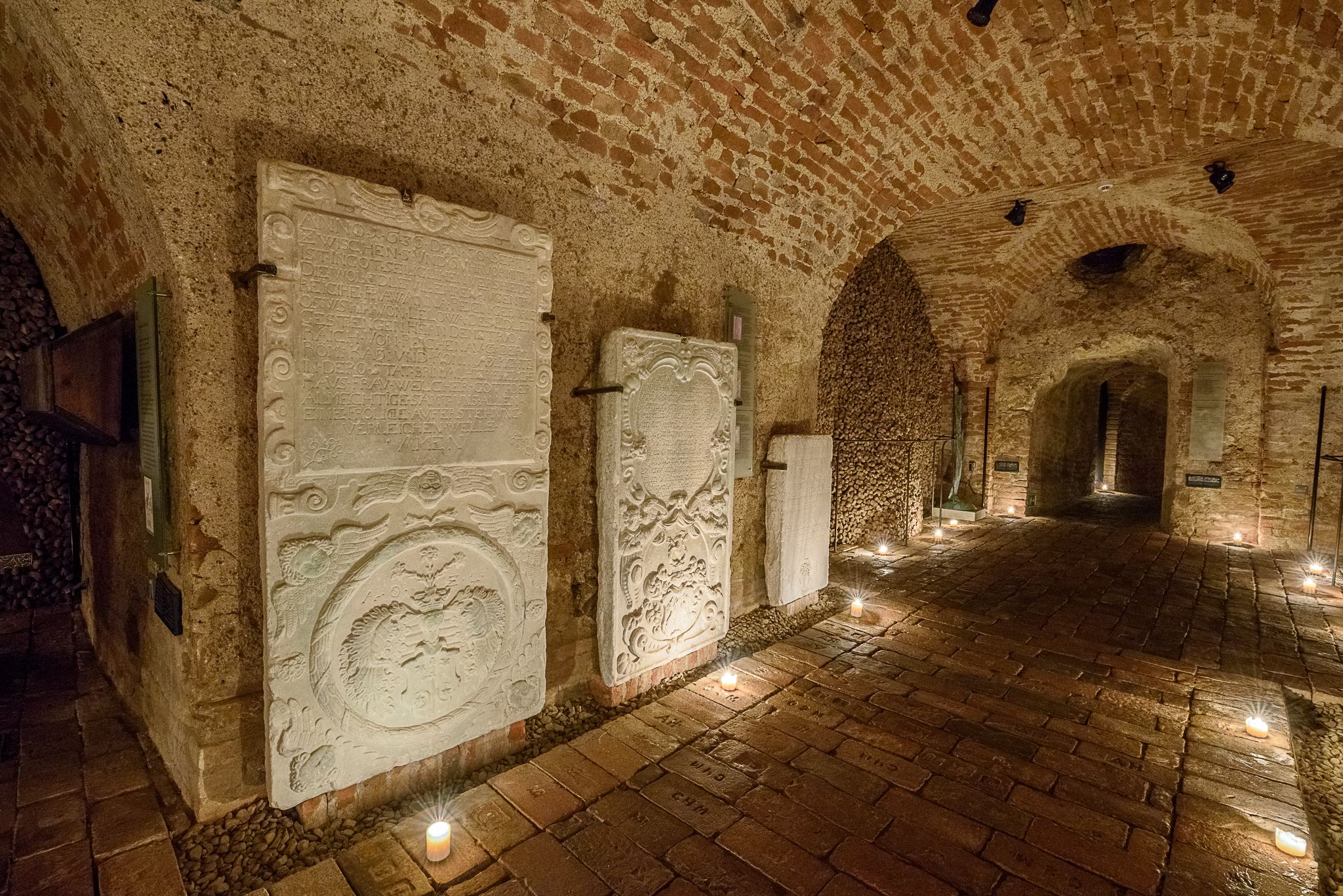
Interno dell'ossario, grotta con lapidi dell'antico cimitero

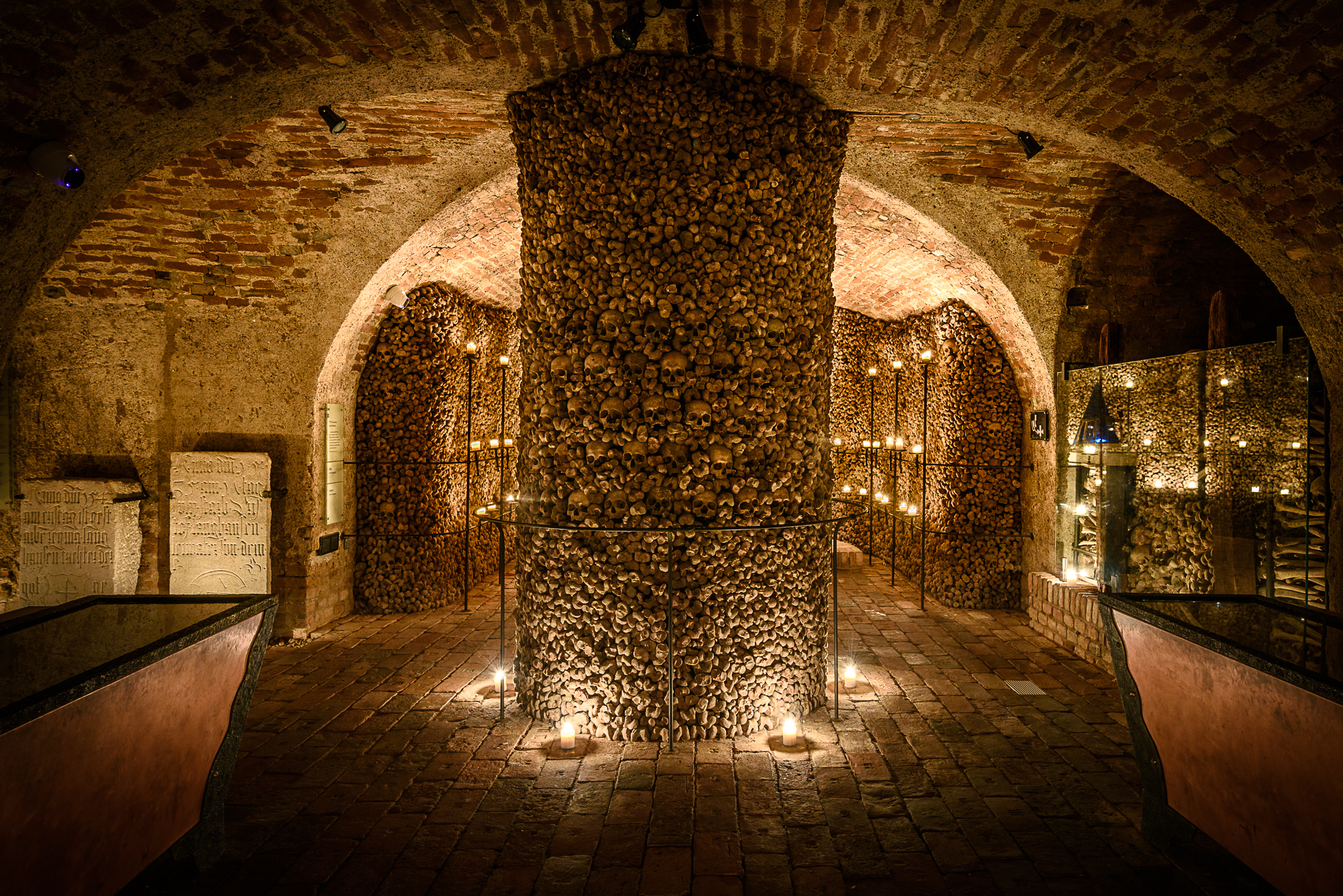
Grande sala ipogea con resti scheletrici

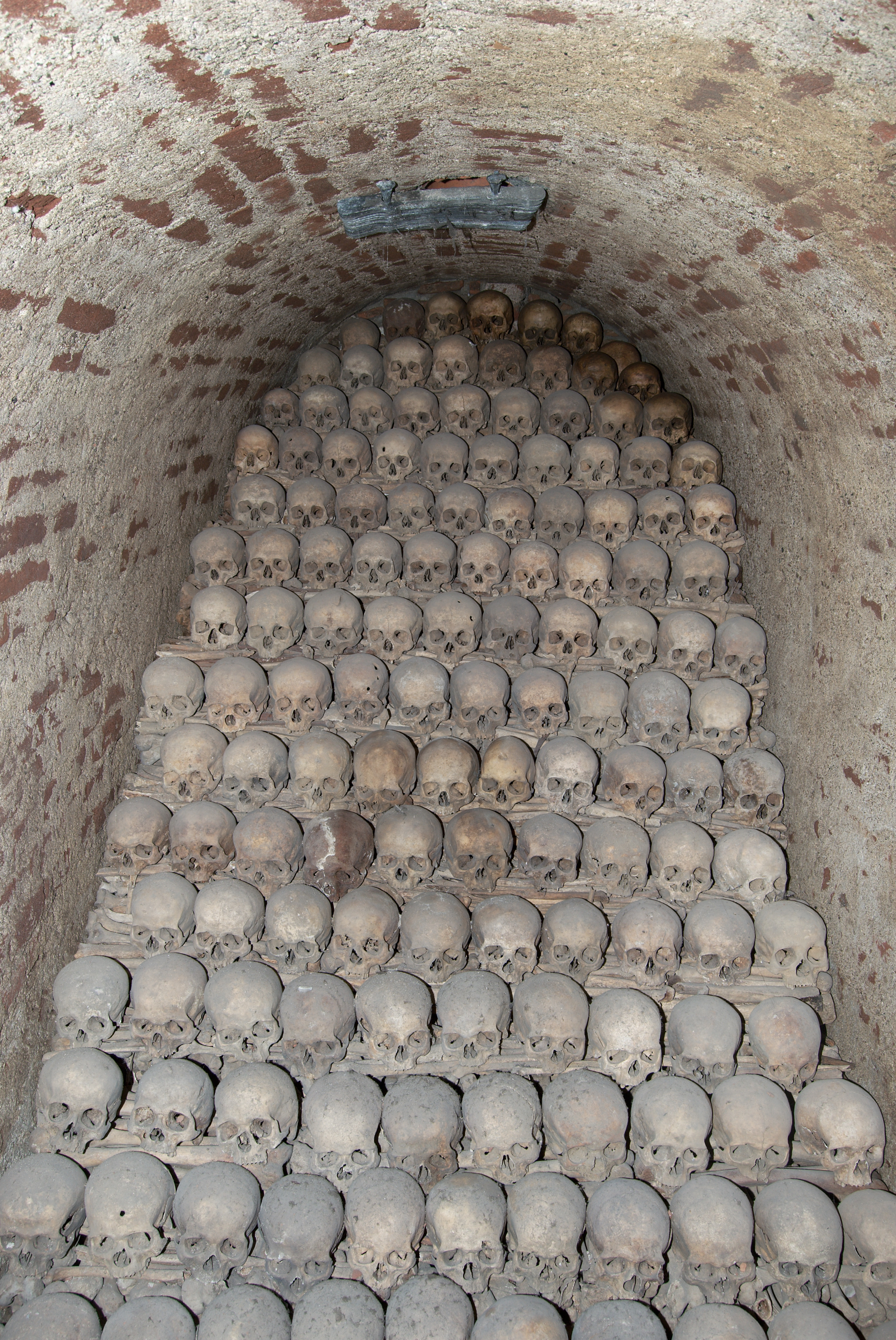
Particolare di una nicchia nell'ossario

In origine sul sito fu attivo un cimitero che rimase aperto a lungo e, da un certo momento e per motivi di spazio, i resti dei defunti vennero spostati in un ossario sotterraneo. Quando il cimitero fu soppresso, alla fine del XVIII secolo, l'ossario fu chiuso e a lungo dimenticato. Solo nel 2001, durante un'indagine archeologica nella piazza, gli scavi fecero ritrovare le antiche grotte dove erano conservati oltre 50.000 resti scheletrici umani. La scoperta si rivelò subito di enorme importanza e la necropoli sotterranea, in parte sotto l'edificio della chiesa di San Giacomo Maggiore, venne indagata permettendo di stabilire che i resti scheletrici più antichi rinvenuti nel sito risalgono almeno al XV e al XVI secolo. Prima degli scavi era noto che la chiesa di San Giacomo era stata costruita sul cimitero della chiesa circa duecento anni prima ma le effettive scoperte superarono le aspettative. Le indagini hanno permesso di ricostruire la situazione dalle origini e di stabilire che un tempo gli scheletri erano disposti in file ordinate ma che ad un certo momento l'acqua si era infiltrata e col fango aveva invaso il gigantesco ossario sotterraneo mescolando tra loro le migliaia di ossa. I resti umani conservati appartenavano in qualche caso a persone morte di varie malattie e questo risutò chiaro nelle prime osservazioni riguardanti la colorazione delle ossa stesse. In alcuni casi è possibile stabilire che le cause di morte furono colera e peste. I necessari interventi per prevenire possibili trasmissioni di malattie nella visita dell'ossario e il riordino delle stesse ossa hanno richiesto tempi tecnici prima di poter aprire al pubblico il nuovo spazio ormai diventato area museale.

## Descrizione
L'ossario si trova in piazza San Giacomo (Jakubské náměstí) accanto alla omonima chiesa nel centro storico di Brno in Moravia Meridionale, Repubblica Ceca. È il secondo ossario più grande d'Europa per numero di resti rinvenuti subito dopo le catacombe di Parigi. Uno dei corridoi che parte dall'ossario conduce sotto la chiesa. La grande cripta-ossario risulta suddivisa in tre diversi ambienti ed è situata direttamente sotto l'abside della chiesa e nella sua dimensione maggiore arriva alla lunghezza di 25 metri. Nelle tre grandi stanze si conservano decine di migliaia di scheletri umani. L'ossario è aperto al pubblico ed è visitabile dal giugno del 2012.